# All or Nothing: Juventus
All or Nothing: Juventus è un docu-reality Amazon Original che fa parte della serie All or Nothing. La serie racconta l'andamento della Juventus nella stagione 2020-2021 della Serie A italiana.
La serie, prodotta da Fulwell 73 e distribuita da Amazon Prime Video, ha debuttato il 25 novembre 2021.

## Trama
All or Nothing: Juventus racconta una stagione turbolenta per il club bianconero. Nonostante la vittoria di due trofei, la Coppa Italia 2020-2021 e la Supercoppa italiana 2020, il neo-allenatore Andrea Pirlo non è riuscito a condurre il club al decimo titolo di fila in Serie A ed è stato eliminato agli ottavi di finale della UEFA Champions League dal Porto.

## Episodi
| n° | Titolo originale         |
| -- | ------------------------ |
| 1  | Everything Changes       |
| 2  | New Players and Veterans |
| 3  | The Group's Spirit       |
| 4  | A Leadership             |
| 5  | Friendship and Rivalry   |
| 6  | New Horizons             |
| 7  | A New Juventus           |
| 8  | Till the End             |